# Ernst Schweinfurth

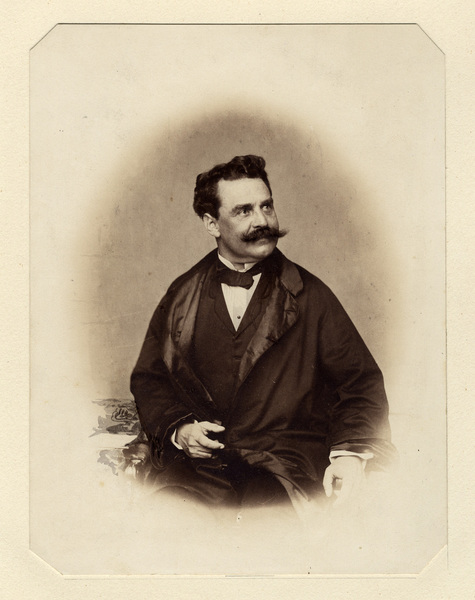
Selbstporträt

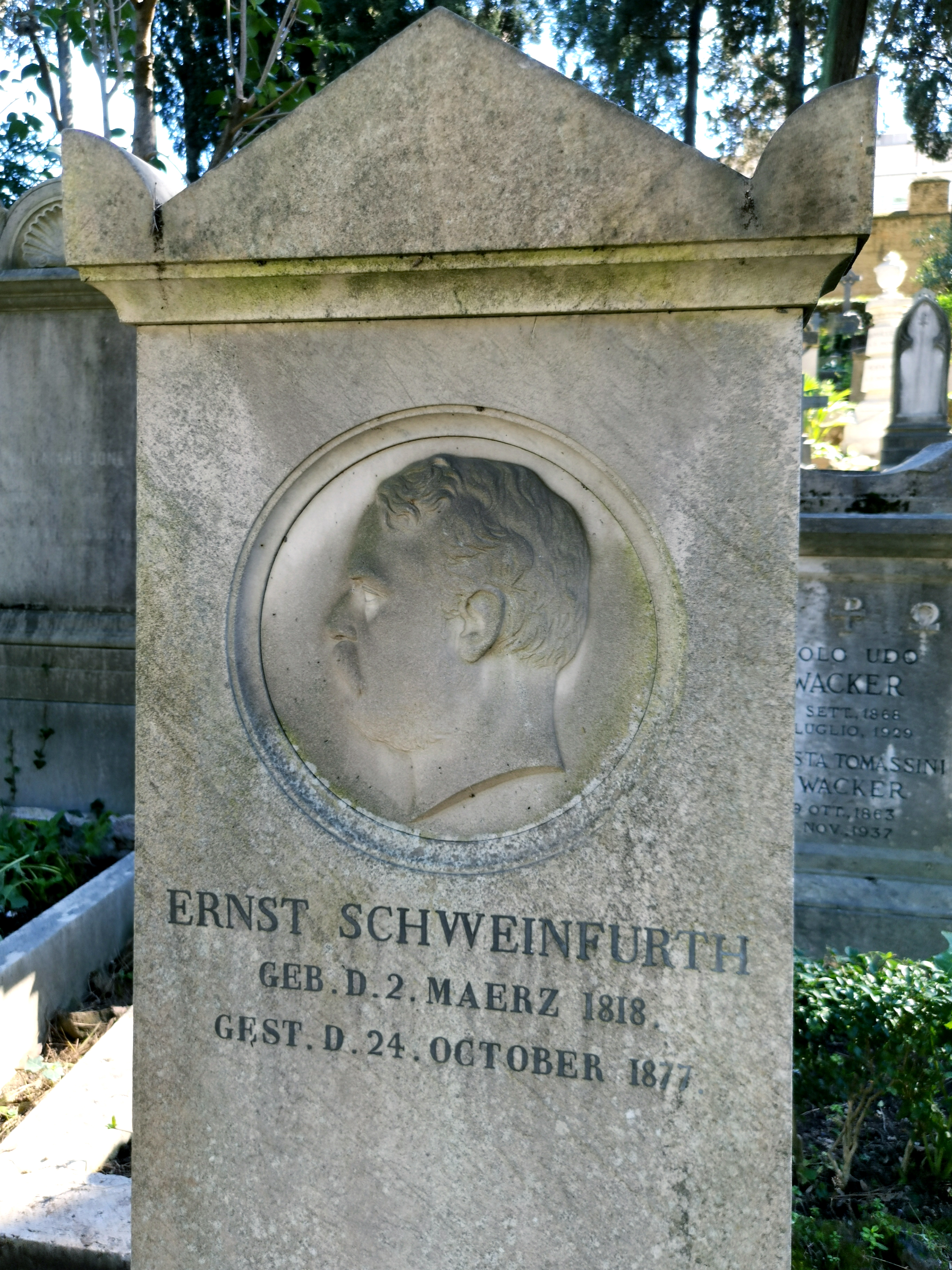
Grab auf dem Nichtkatholischen (Protestantischen) Friedhof Rom

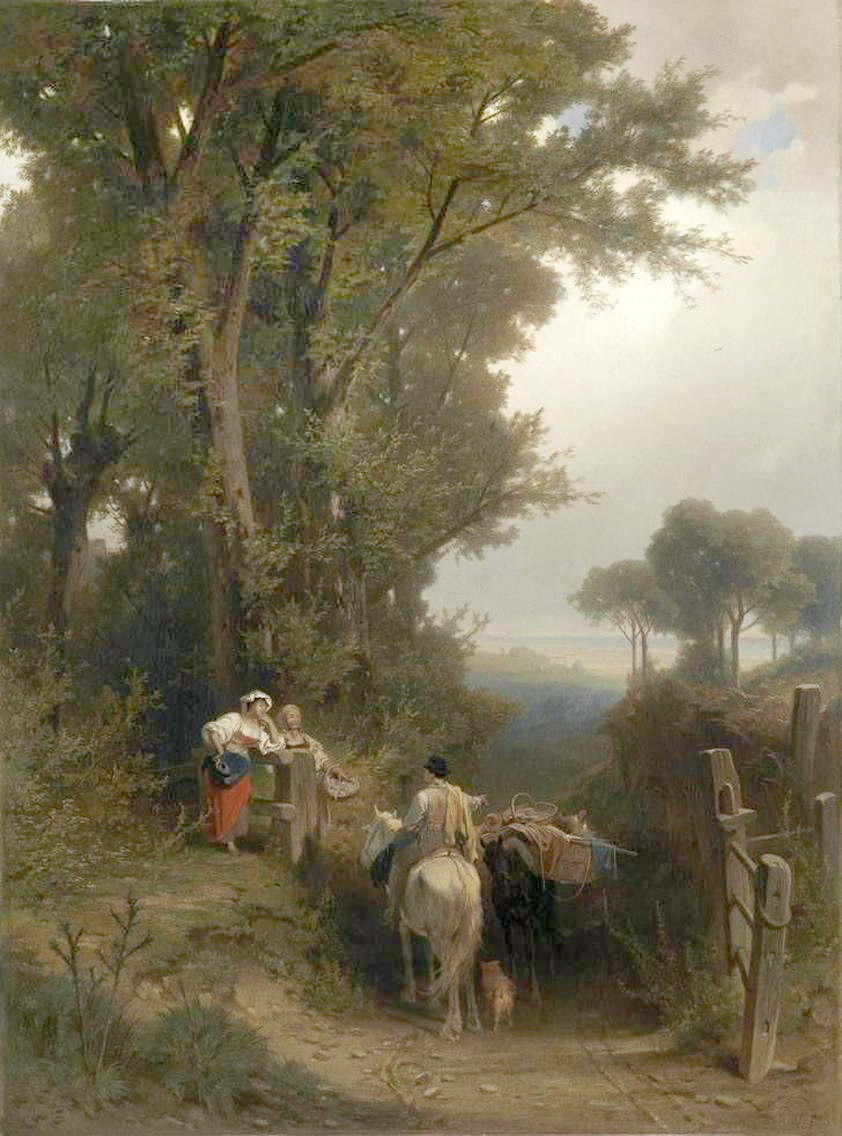
Landschaft in der Gegend von Cervetari

Ernst Schweinfurth (*  2. März 1818 in Karlsruhe; † 24. Oktober 1877 in  Rom) war ein deutscher Landschafts- und Genremaler sowie Lithograf.

## Leben
Schweinfurth begann vom Historienmaler und Kupferstecher Feodor Iwanowitsch Kalmück und dem Bildhauer Johann Christian Lotsch (1790–1873) ermutigt, 1832 seine Lehre im Atelier von Karl Ludwig Frommel, wo er Kupferstechen, Radieren und Zeichnen erlernte.
Schweinfurth war anfangs in Karlsruhe, dann in Freiburg im Breisgau und später in München tätig. 1871 wurde er Mitglied des Münchener Kunstvereins. Er gehörte zum Freundeskreis des Grafen Adolf Friedrich von Schack, der zwei Werke Schweinfurths für seine Sammlung erwarb.
Um 1845 ließ er sich in Baden-Baden nieder. Neben den Genre- und Landschaftsbildern schuf er auch Porträts.
Im Auftrag des Österreichischen Lloyd bereiste Schweinfurth 1852 Dalmatien, Montenegro und Albanien, danach ließ er sich in Rom nieder, wo er lebenslang blieb. Er unternahm oft Studienreisen durch Italien. Mehrere Darstellungen von italienischen Kostümen und Szenen aus dem Volksleben erschienen als Lithografien und Radierungen im römischen Spithöver-Verlag.
Er wurde zum Vorsitzenden des Deutschen Künstlervereins in Rom gewählt.
Im Auftrage des Baron von Uexküll schuf Schweinfurth große Wandbilder für dessen Schloss Fickel in Estland, welche er 1876 selbst an den Bestimmungsort brachte. Bei dieser Gelegenheit besuchte er auch Schweden und Norwegen und machte auch einen Abstecher nach Sankt Petersburg.
Der bekannte Afrikaforscher Georg Schweinfurth war sein Vetter.